# Заможне (Бериславський район)
Заможне — селище в Україні, у Новорайській сільській громаді Бериславського району Херсонської області. Населення становить 113 осіб.

## Населення

### Мовний склад
Рідна мова населення за даними перепису 2001 року:
| Мова       | Чисельність, осіб | Доля     |
| ---------- | ----------------- | -------- |
| Українська | 108               | 95,58 %  |
| Російська  | 3                 | 2,65 %   |
| Інше       | 2                 | 1,77 %   |
| Разом      | 113               | 100,00 % |